# Lillian Smith (circense)
Lillian Francis Smith (1871 – 1930) è stata una circense statunitense, che si unì come tiratrice al Wild West Show ("Spettacolo del Selvaggio West") di Buffalo Bill all'età di quindici anni.
La pubblicità la presentava come "la cacciatrice campionessa della California", e fu una rivale diretta di Annie Oakley nello spettacolo.

## Biografia
La Smith e la Oakley non furono mai amiche; la Smith era una spaccona e ad un certo punto dichiarò che "Annie Oakley era finita." Inoltre, in contrasto con Annie, che vestiva in modo estremamente conservatore, a Lillian piacevano i vestiti appariscenti e aveva la reputazione di essere una "civetta spudorata". Sia la Smith che la Oakley incontrarono la Regina Vittoria nel 1887. L'esibizione scadente della Smith all'annuale gara di fucile di Wimbledon (in contrapposizione alla favorevole prestazione della Oakley) suscitò commenti beffardi da parte sia della stampa britannica che di quella statunitense. Un amico della Smith tentò di rovesciare i ruoli della Smith e della Oakley nel suo resoconto della gara (e dell'accoglienza di Londra), ma quelle affermazioni furono pubblicamente confutate da fonti affidabili. La Smith lasciò lo spettacolo di Buffalo Bill nel 1889 (quando vi ritornò la Oakley).
Nel 1907, la Smith si trasferì permanentemente in Oklahoma e divenne un'attrazione fissa del Miller Brothers 101 Ranch Wild West Show ("Spettacolo del Selvaggio West del Ranch 101 dei Fratelli Miller"), esibendosi come "Principessa Wenona", una immaginaria principessa sioux. Tuttavia, continuò ad esibirsi in altri spettacoli come quello di Pawnee Bill. Dopo altri 13 anni in cui stabilì nuovi primati come tiratrice ed artista, la Smith si ritirò intorno al 1920 e morì nel 1930 a Ponca City (Oklahoma), sede del 101 Ranch.